# Aleksándr Potrésov
Aleksandr Nikoláyevich Potrésov (en ruso: Алекса́ндр Никола́евич Потре́сов, Moscú, 1 de septiembrejul./ 13 de septiembre de 1869greg.-París, 11 de julio de 1934) fue un revolucionario ruso, miembro del Partido Obrero Socialdemócrata de Rusia, de la corriente menchevique.

## Comienzos,Iskray posición en el partido
Nació en 1869. De familia de la baja nobleza rusa, se casó con una mujer con problemas psicológicos. Se graduó en ciencias naturales en la Universidad de San Petersburgo en 1891. Entre 1891 y 1893, estudió derecho en la misma ciudad. Durante este periodo, pertenecía a los círculos estudiantiles de la ciudad interesados en el marxismo. En el otoño de 1892. aprovechó unas vacaciones en Suiza para traer clandestinamente a Rusia obras del Grupo para la Emancipación del Trabajo, así como de otros grupos socialistas alemanes y franceses.
En 1895, fundó  junto con Lenin y Yuli Mártov la Unión de Lucha por la Liberación de la Clase Obrera. Detenido por las autoridades, fue deportado a la provincia de Viatka en 1898. Durante esta época, mantuvo correspondencia tanto con Lenin como con Mártov, ambos deportados a Siberia, en la que les alertó de la extensión del economicismo tanto en Rusia como entre los socialistas emigrados.
En abril de 1900, marchó a Europa occidental para negociar con el Grupo para la Emancipación del Trabajo y los socialdemócratas alemanes la creación de una nueva publicación marxista. En diciembre de 1900, creó, nuevamente con Lenin y Yuli Mártov, Iskra, para oponerse a la corriente economicista. El periódico, que debía publicarse cada dos semanas, debía servir para organizar y asentar  la ideología del movimiento marxista en Rusia, que había crecido notablemente en los años anteriores. Fue uno de los seis miembros de su junta editorial, que incluía a Gueorgui Plejánov, Pável Axelrod, Vera Zasúlich, Lenin y Mártov. De ellos, los que más contribuyeron al periódico fueron Plejánov, Lenin y Mártov. Potrésov, era una de las dos principales fuentes de financiación de la publicación. Vivía separado del círculo de jóvenes redactores de Iskra, Lenin y Mártov, que también reunía a Fiódor Dan o Nadezhda Krúpskaya. Como el resto de junta de redactores de la publicación, al principio ensalzó la obra ¿Qué hacer? de Lenin. En los primeros años de la publicación, los redactores más jóvenes —Lenin, Mártov y Potrésov— a menudo formaron un grupo en las discusiones internas de la junta frente a los mayores, en especial, frente a Plejánov, de trato difícil. El grupo de jóvenes redactores se instaló en Múnich hasta abril de 1902, mientras que los de más edad residían en Suiza; en esa fecha se trasladaron a Londres, donde la relación entre los tres empeoró. Durante el periodo londinense, Potrésov, a menudo enfermó, perdió contacto con la redacción de Iskra, cada vez más controlada por Lenin. A comienzos de 1903, las relaciones con este comenzaron a agriarse notablemente, debido en parte a un escándalo con agentes del partido. Desde el II Congreso del Partido Obrero Socialdemócrata de Rusia —éxito organizativo de los redactores de Iskra a pesar de no lograr unificar el partido—, formó parte de la fracción menchevique.
Expulsado de la redacción de Iskra durante el congreso, regresó a ella en noviembre de 1903 cuando Plejánov rompió su anterior alianza con Lenin. Al boicoteo de la publicación —declarado por aquellos que deseaban no cambiar la junta editorial a pesar de las decisiones del congreso— le siguió la toma de control de esta, convertida desde el congreso en el periódico oficial del partido.
Como el resto de dirigentes mencheviques de la época, estaba convencido de que la primera revolución que tendría lugar en Rusia sería burguesa y conduciría a un largo periodo de dominio burgués. Opinaba que el nuevo movimiento liberal que había surgido en el país extendería los derechos constitucionales y no temería el crecimiento de los socialdemócratas, que aún no suponían una amenaza para los liberales.
Adversario decidido de Lenin tras el segundo congreso del partido, en 1904 y 1905 publicó una serie de artículos criticando severamente ¿Qué hacer?, que tildó de obra excesivamente optimista de un activista romántico, que esperaba demasiado del apoyo de las masas y se fijaba objetivos irreales. Los mismos aspectos que había descrito como poéticos en marzo de 1902 le parecieron entonces expresiones de ingenuidad. En 1905 publicó otra serie de artículos censurando a los grupos de activistas revolucionarios en Rusia, a los que tachaba de provincianos y acusaba de dejarse influir por Lenin. En el IV Congreso del Partido Obrero Socialdemócrata de Rusia, celebrado en Estocolmo en abril de 1906, fue uno de los redactores elegidos para el nuevo periódico del partido, Sotsial-Demokrat.

## Disputas posrevolucionarias, guerra mundial y periodo interrevolucionario
Liquidador —partidario de acabar las actividades clandestinas del partido— tras la revolución de 1905, durante la Primera Guerra Mundial adoptó una postura defensista y en el periodo revolucionario formó parte de la corriente derechista de los mencheviques. Esta corriente, conocida como «grupo Zariá», acabó saliendo del partido tras la Revolución de Octubre.
Asistió al V Congreso del Partido Obrero Socialdemócrata de Rusia, celebrado en Londres y que resultó una victoria para los partidarios de Lenin. Acabado el congreso, regresó a San Petersburgo. Entre 1910 y 1914, dirigió uno de los principales centros mencheviques de Rusia, centrado en la erudita publicación Nasha Zariá (Nuestro Amanecer) de San Petersburgo. Rechazaba las acusaciones de liquidacionismo, afirmando que el partido se había disuelto tras el fracaso de la revolución de 1905 y así nada había que «liquidar». Mantuvo una dura disputa con Plejánov, que se oponía al «liquidacionismo», aunque parece que el desacuerdo se debía más a motivos personales que a discrepancias ideológicas. Para Potrésov, en vez de tratar de revivir los comités clandestinos para reconstruir el partido, que según él nunca había existido más que como esqueleto, era necesario aprovechar las posibilidades de colaboración con el proletariado ruso permitidas por la ley. Potrésov era el principal dirigente de un grupo de intelectuales socialdemócratas que aprovechaba las limitadas oportunidades del periodo reaccionario para publicar textos socialistas.
Al estallar la Primera Guerra Mundial, propugnó la alianza con las fuerzas burguesas en defensa del país, que consideraba amenazado por Alemania, sin dejar por ello de combatir el zarismo. Estos defensistas, que abogaban por respaldar toda medida defensiva gubernamental, se encontraban en el extremo más conservador del partido, a la izquierda únicamente de Gueorgui Plejánov. Potrésov admitía la posibilidad de abandonar temporalmente la lucha de clases en Francia y Gran Bretaña, pero no en la autocrática Rusia. Los reveses militares le llevaron a exigir, junto con otros defensistas, la democratización del gobierno. Potrésov rechazaba apoyar incondicionalmente al Gobierno en la contienda mundial, pero se mostraba más favorable a los franco-británicos, que consideraba más democráticos, que a los Imperios Centrales. Su posición en esta cuestión controvertida anticipó el «defensismo revolucionario» del periodo interrevolucionario en 1917.
Consideró la Revolución de Febrero de 1917 que puso fin a la monarquía como una derrota sin paliativos de lo que denominaba «despotismo semiasiático» ruso y una notable victoria de la burguesía. Favoreció la cooperación del Sóviet de Petrogrado con el Gobierno provisional para facilitar la modernización política del país. Defensistas como la dirección del partido en torno a Irakli Tsereteli, sus partidarios se encontraban a la derecha de esta y eran escépticos sobre la posibilidad de que se pudiese implantar una paz socialista en Europa. A Potrésov le preocupaba que los planes de paz agriasen las relaciones entre el Gobierno y el sóviet. Durante la crisis de abril, se mostró claramente favorable al ingreso de los socialistas en el Consejo de Ministros para sostener al Gobierno provisional e imponer el orden que creía necesario para salvar al país y a la revolución. Potrésov y el reducido grupo de defensistas de su entorno favorecieron el reforzamiento del frente y apoyaron la postura defensista de Tsereteli y sus partidarios —a pesar de considerar a estos excesivamente radicales—. Sus opiniones aparecían en el periódico Den, que controlaban y publicaban en la capital, y del que Potrésov era redactor jefe. A comienzos de la primavera, su influencia en el partido aumentó por la derrota de las mociones internacionalistas.
Durante la crisis política del verano, criticó severamente a los internacionalistas seguidores de Martov, a quien tildaba de peligroso agitador y cabecilla de una diminuta corriente del partido, y defendió la cooperación con los kadetes. Alabó la Conferencia Estatal de Moscú de finales del verano como un triunfo de los moderados frente a los extremistas de izquierda y derecha, y se mostró optimista sobre el futuro de la revolución. Durante el congreso del partido celebrado también a finales del verano, defendió con ardor la unidad de la organización y a la dirección elegida en la primavera, llamando a los internacionalistas a no desafiarla y poner en peligro así la cohesión de la formación. Al igual que la dirección defensista del partido, criticó lo que consideraba falta de programa de los internacionalistas encabezados por Mártov y su cercanía a las propuestas de Lenin.
Tras el fallido golpe de Kornílov, los internacionalistas le recriminaron su defensa de la cooperación con la burguesía que, sostenían, había secundado el golpe de Estado del general. A pesar de ello, en la Conferencia Democrática celebrada a comienzos del otoño volvió a abogar por la alianza con las fuerzas liberales —al igual que Tsereteli y sus partidarios—, coalición que creía necesaria para salvar la revolución democrática en Rusia. En plena crisis del partido en vísperas de la Revolución de Octubre, trató infructuosamente de presentar una lista de candidatos propia a las elecciones a la Asamblea Constituyente, disgustado por el apartamiento de las candidaturas de Tsereteli y sus principales seguidores defensistas. Desdeñó los intentos desesperados de Fiódor Dan de detener la toma del poder bolchevique el 24 de octubrejul./ 6 de noviembregreg.. Como el resto del partido, se mostró contrario a esta, uno de los escasos puntos de coincidencia de las distintas corrientes que dividían el partido en el otoño.

## Guerra civil
Formó parte de la corriente derechista del partido que se opuso estérilmente al control de Mártov y Dan de la dirección de la formación tras la Revolución de Octubre. Las nuevas autoridades bolcheviques clausuraron Den al día siguiente de tomar el poder, el 26 de octubrejul./ 8 de noviembregreg., tachándolo de contrarrevolucionario. La publicación reapareció posteriormente.
En el congreso extraordinario del partido celebrado aproximadamente un mes después de la Revolución de Octubre, expresó su convicción de que los bolcheviques no eran ya socialdemócratas y criticó con dureza la represión de la oposición política —clausura de publicaciones de la oposición, prohibición del Partido Constitucional Democrático, disolución de las dumas municipales elegidas por sufragio universal—. Para Potrésov, el partido debía aliarse con los elementos democráticos liberales para poner fin a lo que consideraba una contrarrevolución bolchevique, sostenida por los soldados hartos de la guerra y no por los obreros, y que amenazaba con desatar una guerra civil. Se debía rechazar todo acuerdo con el partido de Lenin. Su moción en este sentido, sin embargo, resultó rechazada. Tras la derrota de las propuestas derechistas en el congreso, se planteó brevemente abandonar el partido, idea que finalmente desechó. La oposición interna del partido, contraria a la postura de Mártov, se reunió alrededor de Potrésov y Plejánov. Potrésov consideraba que la Revolución de Octubre había sido la culminación de una revuelta campesina empeñada en lograr el reparto de la tierra, instigada por los bolcheviques.
Como el resto del partido, se opuso a la disolución de las dumas municipales y de los zemstvos, elegidos en su mayoría por sufragio universal durante el periodo interrevolucionario, y su sustitución por los sóviets locales, que consideraba incapaces de desempeñar las tareas administrativas que antes llevaban a cabo aquellos. Contrario a la autoridad máxima de los sóviets, defendía en su lugar la de la asamblea constituyente. Se mostró contrario a firmar una paz con los Imperios Centrales si estos imponían condiciones que la asamblea constituyente considerase inaceptables, prefiriendo la resistencia armada, a pesar de las escasas posibilidades de éxito de esta.
En la primavera de 1918, aprobó las medidas de «capitalismo de Estado» propuestas por Lenin, creyendo imposible la implantación del socialismo en el país, que consideraba demasiado atrasado. Para Potrésov, Rusia necesitaba un largo periodo de desarrollo industrial y de capitalismo antes de poderse plantear la conversión al socialismo. Por el momento, abogaba por la liberalización económica, la vuelta a la competencia empresarial y el fin del control estatal de las organizaciones empresariales y obreras y de la actividad comercial. Aunque que opinaba que el «nuevo rumbo» propuesto por los bolcheviques era un avance, se mostró escéptico sobre su aplicación por parte del Gobierno. A finales del año, se encontraba ya fuera del partido.

## Exilio y muerte
En 1925 partió al exilio. Las diferencias ideológicas con otros grupos mencheviques impidieron que colaborara con estos.
Compartió con Karl Kautsky la visión del régimen bolchevique como reaccionario y contrarrevolucionario, opinión ampliamente compartida por la corriente derechista de los mencheviques, pero no defendida oficialmente por el partido.
Falleció en 1934.